# Reševalni čolni ladje RMS Titanic
Reševalni čolni ladje RMS Titanic so imeli ključno vlogo v nesreči med 14. in 15. aprilom 1912. Največja napaka je bila ta, da je ladja imela le 20 reševalnih čolnov za 1.178 ljudi, medtem, ko je bilo v času nesreče na ladji 2.224 ljudi. RMS Titanic je imel največjo kapaciteto 3.547 potnikov in posadke. 
16 reševalnih čolnov, je bilo privezanih na obeh straneh ladje, dva zložljiva čolna sta bila nameščena po en na vsaki strani, medtem, ko sta bila zložljiva čolna A in B nameščena nad prostori za častnike. Takoj je bilo uporabljenih 18 čolnov, ti so bili spuščeni med 00:25 in 2:05 uro, medtem, ko sta zložljiva čolna A in B uspela ladjo zapustiti le nekaj minut pred dokončnim potopom. Zložljivi čoln A je bil poškodovan zaradi česar je morska voda vdrla vanj, medtem, ko je bil zložljivi čoln B prevrnjen in ga ni bilo mogoče obrniti v pravilen položaj. 
Veliko reševalnih čolnov je imelo le polovico svoje največje zmogljivosti; Glede napolnjenih čolnov obstaja veliko različic. Nekateri viri so trdili, da so se častniki bali prevelike teže reševalnih čolnov, drugi pa so predlagali, da je posadka sledila ukazom, naj najprej evakuirajo ženske in otroke. Nekateri končni reševalni čolni so bili prepolni, potniki pa so opazili, da je vodna črta bila potopljena pod morsko vodo na nekaterih čolnih. Ker so napolnjeni čolni veslali stran od ladje, so bili predaleč, da bi jih lahko dosegli drugi potniki, večina reševalnih čolnov pa se ni vrnila zaradi strahu, da bi čolne prevrnile utapljajoče se žrtve. Za reševanje se je vrnil le en čoln, ki je iz vode rešil le 5 ljudi. Veliko ljudi na zložljivih čolnih A in B so pozneje umrli.
RMS Carpathia je reševalne čolne dosegla šele ob 4:00 uri zjutraj, 15. aprila, 1 uro in 40 minut potem, ko je Titanic dokončno potonil, reševanje pa se je nadaljevalo do 8:30, ko je h Carpathiji priveslal zadnji čoln. 
Čeprav število reševalnih čolnov ni bilo dovolj, je Titanic spoštoval takratne predpise o pomorski varnosti. Potopitev je pokazala, da so predpisi za tako velike potniške ladje zastareli. Preiskava je razkrila tudi, da je White Star Line želela manj čolnov na palubah, da bi potnikom omogočila neoviran razgled in ladiji dala več estetike z zunanjega vidika. V primeru izrednih razmer ni bilo pričakovati, da bodo evakuacijo potrebovali vsi potniki in posadka hkrati, saj so verjeli, da bo Titanic na površju ostal toliko časa, da bi omogočil preusmeritev potnikov in posadke na reševalno ladjo. 
1.503 ljudi ni uspelo priti na reševalne čolne, ampak so umrli v potopu ladje. 705 ljudi je ostalo v čolnih do jutra, ko jih je rešila Carpathia. Carpathia je preživele iz čolnov pobrala v 4 urah in 30 minutah, ob 9:00 pa so bili vsi preživeli na krovu Carpathie. Reševalni čolni so bili vrnjeni družbi White Star Line po prihodu v newyorško pristanišče, saj so bili edini vrednostni predmeti, ki so bili rešeni iz brodoloma, a so pozneje izginili iz zgodovine.

## Število in tipi reševalnih čolnov
Titanic je imel 20 reševalnih čolnov treh različnih vrst: 
- 14 čolnov je bilo zgrajenih iz lesa in jekla, dolgi 9,1 m in široki 2,77 m z 1,2 m kobilice pod vodno gladino. Vsak je imel prostornino 18,55 m3 in je lahko sprejel do 70 ljudi. Krmila so bila narejena pretežno iz jekla in so bila debela do 4,7 cm. Zunanjost čolnov je bila opremljena z manjhnimi železnimi držali na katerem so potniki pritrdili vesla. Čolni so bili opremljeni z desetimi vesli s katerimi so potniki in posadka veslali, imeli pa so tudi eno manjše sidro, vrv dolgo 46 metrov, jadro, jambor, kompas, rezervoarje s sladko vodo in neprepustne kovine. Ta oprema ni bila shranjena v čolnih, ampak v zaklenjenih škatlah na palubi, zaradi strahu pred krajo. V mnogih primerih oprema ni bila prinesena na čolne, ko so jih 15. aprila spustili v morje. V čolnih so bile spravljene tudi odeje in rezervni reševalni jopiči. 
- 2 lesena viseča čolna sta bila namenjena za uporabo v sili. Pripravljena sta bila za hitro spuščanje v primeru incidenta, ki bi zahteval čoln v vodi, kot je moški na krov. Čolna sta bila ves čas, ko je ladja plula, opremljeni z vso opremo, vključno z vžgano oljno svetilko, nameščeno v čolnu vsak večer. Čolna sta bila podobne zasnove kot glavni reševalni čolni, vendar manjša, dolga sta bila 2,1 m in široka 3,9 m globoko. Kapaciteta je bila 9.1 m3 in sta lahko sprejela 40 ljudi. Opremljena sta bila podobno kot glavni čolni, vendar le z eno svetilko, enim rezervoarjem s sladko vodo, enim jamborjem in šestimi vesli. 
- 4 zložljivi čolni. To so bili dejansko čolni v obliki splava in zgrajeni večinoma iz lesa. Dolgi so bili 8,36 m in široki 2,4 m. Njihova prostornina je znašala 10.66 m3, sprejeli pa so lahko 47 ljudi. Zložljivi čolni so po danskem načrtu zgradili graditelji čolnov McAlister & Son iz Dumbartona, na Škotskem. Njihova oprema je bila podobna opremi visečih čolnov, vendar niso imeli jambora ali jadra, imeli so osem vesel in so bili usmerjeni z vesljanjem z veslom, ne pa s krmilom. 
Glavne reševalne čolne in vesla so zgradili v ladjedelnici Harland & Wolff v Belfastu hkrati, ko je potekala gradnja Titanica in ladje Olympic. Načrtovani so bili za največjo plovbo, z dvojno zasnovo (učinkovito so imeli dva premca). To je zmanjšalo tveganje, da jih bo preplavila voda (Da se bodo valovi prebili nad krmo). Če bi morali rešiti reševalni čoln, bi se dizajn upiral tudi prihajajoči deski. Druga varnostna značilnost je bila sestavljena iz neprepustnih bakrenih rezervoarjev na straneh čolnov, da bi zagotovili dodatno varnost.

## Uporaba in lokacija na Titanicu
Vsi čolni, razen dveh zložljivih, so bili nameščeni na glavni ladijski palubi. Nahajali so se na lesenih klopeh na sprednjem in zadnjem delu čolnske palube, na obeh straneh ladje; dve skupini po tri na sprednjem koncu in dve skupini po štiri na zadnji strani. Oba čolna sta bila nameščena takoj za ladijskim mostom, eden proti levi strani in drugi proti desni strani ladje. Medtem ko je Titanic plul na morju, so jih postavili zunaj, da bi jih lahko v nujnih primerih spuščali, na primer, da bi morali rešiti osebo, ki je padla čez krov. Reševalni čolni so bili dodeljeni neparni številki na desni strani desne palube in enakomerne številke na stranski levi strani, ki so se vrstile od spredaj do konca, medtem ko so bili zložljivi reševalni čolni napisani od A do D. 
Zložljivi čolni so bili shranjeni na dveh mestih. Dve izmed njih sta bili v razpadanem stanju, spuščeni tik pred preden je voda dosegla glavno palubo, preostala dva pa sta bila na vrhu prostorov za častnike. Čeprav sta bila prva dva odvezana in spuščena med potopom Titanica, sta se izkazala, da sta oba dva zelo slabo nameščena. Oba sta bila od palube oddaljena 2,4 m, za spuščanje pa je bil potreben kos opreme, ki je bil na premcu v ladijski škatli za čolne. Do trenutka, ko se je to uresničilo, je bil premec že dobro pod vodo in škatla je bila zato nedostopna. Premikali so čolne in prosto plavali, ko je voda poplavljala palubo. 
Reševalni čolni so bili spuščeni iz majhnih dvigal, ki jih je izdelalo podjetje Welin Davit & Engineering Company iz Londona. Vsi reševalni čolni, razen zložljivih, so bili privezani na visečih manjših dvigal, pripravljeni za spuščanje. Dolgovi so bili z zelo učinkovito dvojno delujočo kvadrantno zasnovo, ki bi jo bilo mogoče obesiti navznoter (visi nad palubo), pa tudi zunaj, da bi pobrali dodatne reševalne čolne. Davki na Titanicu so bili sposobni sprejeti 64 reševalnih čolnov, čeprav jih je bilo dejansko nameščenih le 16. Zložljive naprave so bile namenjene tudi spuščanju prek vrvi. Vsaka vrv se je premikala, podpirala je sprednje manjše dvigalo in spodnjo vrv manjšega dvigala. Na kobilici vsakega plovbe je bila postavljena bitta in škarja, da bi olajšali spuščanje čolnov, padce pa je bilo mogoče prenašati po palubi, tako da bi lahko več moških hkrati delalo na vsakem čolnu in poveljevalo. Spuščati jih je bilo treba ročno, v najboljšem primeru ekipa z osmimi in desetimi moškimi. Kljub številnim ladijskim električnim vitlom, jih je bilo mogoče uporabiti samo za vlečenje čolnov iz vode. 

## Pomanjkanje reševalnih čolnov in treningov
Titanic je imel le dovolj reševalnih čolnov, ki so lahko sprejela približno tretjino celotne ladje. Če bi bil vsak reševalni čoln ustrezno napolnjen, bi še vedno lahko evakuirali približno 53% tistih, ki so bili dejansko na krovu v noči potopa. Pomanjkanje reševalnih čolnov ni bilo posledica pomanjkanja prostora; Titanic je bil dejansko načrtovan tako, da je lahko sprejel do 64 čolnov - niti zaradi stroškov, saj bi cena dodatnih 32 reševalnih čolnov znašala le 16.000 USD, kar je majhen delček od 7,5 milijona USD, ki ga je podjetje porabilo za Titanic.  Razlog je bil v kombinaciji zastarelih varnostnih predpisov in prijaznosti s strani družbe White Star Line, upravljavcev Titanica.

Titanic in njeni sestrski ladji, so bile načrtovane tako, da so lahko prevažale veliko več reševalnih čolnov, kot je bilo dejansko zagotovljenih, do skupno 64. V fazi načrtovanja je Alexander Carlisle, glavni oblikovalec varnostnih sistemov na ladji in generalni direktor ladjedelnice Harland & Wolff, predložil načrt za zagotovitev vsaj 64 reševalnih čolnov. Pozneje je število čolnov zmanjšal na 32, marca 1910 pa je bila sprejeta odločitev, da se število ponovno zmanjša na 16. Carlisle naj bi svoje stališče pustil v sporu glede te odločitve. White Star Line je raje povečala količino prostora na palubi, ki je bila na voljo za uživanje potnikov (in območje brez rešilnih čolnov je bilo naključno sprehajališče prvega razreda). Razlog za to je pojasnil Archibald Campbell Holms v članku za praktično ladjedelništvo, objavljenem leta 1918:
Dejstvo, da je Titanic imel malo čolnov za manj, kot polovico vseh ljudi na krovu, ni bil namerni nadzor, ampak je bilo v skladu z namerno politiko, ki pri delitvi plovila na neprepustne predelke preseže tisto, kar se šteje za potrebno zagotovitev, da po najhujši možni nesreči ostane ladja na površju, potreba po reševalnih čolnih praktično ne preneha obstajati, zato lahko veliko število opušča. 
Holms je svoje pripombe podal šest let po potopu Titanica, kar je pokazalo na vztrajnost stališča, da "bi morala biti vsaka ladja svoj rešilni čoln". Takratni mornarji in ladjedelničarji so imeli nizko mnenje o uporabnosti reševalnih čolnov v izrednih razmerah in so menili, da je bolj pomembno, da ladjo naredijo "nepotopljivo". Vodja Admiralitete Lord Charles Beresford, ki je hkrati služil kot visoki častnik kraljeve mornarice in poslanec, je mesec dni po potopu povedal House of Commons: 
Ne pozabite, da se je lahko spustilo vsak čoln ne več kot samo ročno. Z vrvjo ladje se čolni zasukajo in se lahko poškodujejo v železa in zakovice ob boku ladje. Za čolne torej ne bi smeli pretiravati ... Lahko bi bilo pošteno domnevati, da bi Titanic ostal na površju dvanajst ur, in bi se lahko vsi rešili.
Medtem ko je bila ponudba reševalnih čolnov za Titanic očitno nezadostna, je bilo tudi pomanjkanje usposabljanja in treniranja, ki ga je ladijska ekipa prejela pri uporabi. Ko je ladja 4. aprila priplula v Southampton, je bila do odhoda 10. aprila, opravljena samo ena vaja z reševalnimi čolni. To je bil nenavaden napor, ki je bil sestavljen iz spuščenih dveh čolnov, vsakega pa je imel poveljnik in štirje moški, ki so nekaj minut veslali okoli pristanišča, preden so se vrnili na ladjo. Čolni naj bi bili založeni z zalogami v sili, toda potniki Titanica so pozneje ugotovili, da so bile le delno zagotovljene. Odkar je Titanic izplul iz Southamptona, niso bile izvedene nobene reševalne vaje. Reševalna vaja povezana s čolni je bila predvidena na 14. april, preden je ladja potonila, vendar je bila odpovedana, domnevno zato, ker je kapitan ladje Edward J. Smith želel opraviti eno zadnjo potovanje, preden se je povsem nameraval upokojiti.

## Spuščanje čolnov
Šele ob 00:45 15. aprila, je bil v vodo uspešno spuščen prvi čoln, dvajset minut potem, ko so jih začeli polniti. Čolni so se spuščali v zaporedju, od sredine naprej in nato navzdol, pri čemer so prvi častnik William McMaster Murdoch, tretji častnik Herbert Pitman in peti častnik Harold Lowe nadzirali spuščanje čolnov na desni strani ladje ter glavni častnik Henry Tingle Wilde in drugi častnik Charles Lightoller, ki sta nadzirala spuščanje čolnov na levi strani ladje, s pomočjo kapitana Smitha. Zložljivi čolni so bili uporabljeni zadnji, saj jih ni bilo mogoče spustiti, ker niso bili pritrjeni z vrvmi na majhna dvigala. 
Smith je svojim častnikom naročil, da imajo ženske in otroci prednost. Vendar sta Murdoch in Lightoller razlagala ukaz za evakuacijo drugače: Murdoch najprej vkrcal v čolne samo ženske in otroke, Lightoller pa samo ženske in otroke. Lightoller je spuščal reševalne čolne s praznimi sedeži, če ni bilo žensk in otrok, ki so čakali na vkrcavanje, Murdoch pa je dovolil vkrcanje le omejenega števila moških, če so se na vse bližnje sedeže ženske in otroci že vkrcali. To je pomembno vplivalo na stopnjo preživetja moških s Titanica, katerih možnosti za preživetje so bile odvisne od tega, na kateri strani ladje so poskušali najti sedeže v čolnih.

### Čoln št. 7 (desna stran)
Čoln št. 7 je bil prvi spuščen, ob 00:45, pod nadzorom prvega častnika Murdocha in petega častnika Lowea. Največja zmogljivost je bila 65 ljudi, vkrcanih pa je bilo le 28 ljudi. Dva uradnika sta se nekaj minut trudila spodbuditi potnike k vkrcanju, vendar tega niso storili. Poznejše pričevanje v ameriški senatski preiskavi o nesreči je navedlo, da ladijski častniki verjamejo, da bi se čolni lahko zazibali in se razbili, če bi bili spuščeni ob polni obremenitvi. Nameravali so, da ko čolni dosežejo vodo, poberejo potnike z vrat na ladji ali pa poberejo potnike v ledeno mrzli vodi. Prvi takšen način se sploh ni zgodil, drugi pa se je zgodil le v enem primeru. V resnici so imeli reševalni čolni kobilice, ojačene z jeklenimi nosilci, da bi preprečili poškodbe, medtem ko so se spuščali (čeprav se večina posadke tega ni zavedala). Poleg tega je Edward Wilding iz ladjedelnice Harland & Wolff izjavil, da so bili reševalni čolni v resnici varno testirani z največjo zmogljivostjo teže 70 moških. Vendar pa rezultati posadke Titanica niso bili posredovani. Zdi se, da je precejšnja malomarnost pri usposabljanju in nenehnem izobraževanju častnikov in posadke v družbi White Star, še posebej, če opazimo neprimeren način, v katerem so bile tisto noč dejansko izstreljene rakete (predpisi za streljanje v enominutnih presledkih). 

### Čoln št. 5 (desna stran)
Murdochu in Loweju sta se varno pridružila tretji častnik Herbert Pitman in predsednik družbe White star Line, J. Bruce Ismay, ki sta jima pomagala spustiti Čoln št. 5, ki je odšel ob 12:43 uri. Na čolnu so bile vkrcane predvsem ženske in otroci. Večina udeležencev na palubi se ni zavedala resnosti svojega položaja in se sploh ni skušala vkrcati. John Jacob Astor, ki je pozneje umrl v nesreči, je pripomnil: "Na ladijskem krovu smo varnejši kot na teh malih čolnih".  Ismay se ni strinjal;  še vedno je nosil copate in pižamo, ko je Pitmana pozval, naj začne vkrcati v čoln z ženske in otroke.  Pitman je odgovoril: "Čakam kapitanove ukaze," in je nato šel h kapitanu na odobritev. Ismay se je kmalu pozneje vrnil, da bi pozval stevardeso na krovu, kar je storila. Na koncu se je po Murdochovem ukazu vkrcalo le 36 ljudi, med njimi tudi sam Pitman. Štiriletni Washington Dodge Jr. je bil prvi otrok, ki se je vkrcal v reševalnk čoln. 

### Čoln št. 1 (desna stran)
Reševalni čoln št. 3 je bil spuščen ob 1:00. V čoln št. 3 se je vkrcalo 38 ljudi, Murdoch pa je prevzel Able Seaman George Moore. Med potniki je bil tudi Henry S. Harper, ki so ga spremljali njegov valet-dragoman in pekinski pesnik Sun Yat Sen. Železniški upravitelj Charles Melville Hays je videl svojo ženo Claro kako se je vkrcala v čoln številka 3 in se nato umaknil, ne da bi se poskusil vkrcati na nobeno od preostalih reševalnih čolnov. Margaret Brown je pozneje v intervjuju za The New York Times opisala prizor:
Celotna zadeva je bila tako formalna, da je težko kdo ugotovil, da gre za tragedijo. Moški in ženske so stali v majhnih skupinah in se pogovarjali. Nekateri so se smejali, ko so se čolni spuščali. Ves čas, ko je orkester igral ... Videla sem moške na palubi, kako so ležali ob ženskah in se smejali. Bila je čudna noč. Vse je bilo videti kot igra, kot sanje, ki se izvajajo za zabavo. Ni se zdelo resnično. Moški bi rekli "Po tebi", ko so neko žensko naredili udobno in stopili korak nazaj. 

### Čoln št. 8 (leva stran)
Čoln 8 je pod nadzorom drugega častnika Lightoller z 28 ljudi na krovu zapustil ladjo malo potem, ko je ura odbila 1:00 zjutraj, pri čemer sta sodelovala kapitan Smith in glavni direktor Wilde. Čoln št. 8 je bil prvi reševalni čoln na levi strani, ki je zapustil ladjo. Ido Straus, ženo newyorškega trgovca Isidorja Strausa, so prosili, naj se pridruži skupini ljudi, ki so se pripravljali na vkrcavanje, vendar je zavrnila: "Ne bom se ločila od moža. Kakor sva živeli, tako bova tudi umrla - skupaj."  67-letni Isidor je zavrnil tudi ponudbo za vstop na račun svoje starosti, rekoč: "Ne želim nobenega razlikovanja v svojo korist, ki ga drugim ne odobri." Nazadnje so ju videli na glavni palubi, kako sta ležala na ležalniku in imela roke skupaj. Major Archibald Butt - vojaški pomočnik ameriškega predsednika Williama Howarda Tafta, je Marie Young pospremil do čolna. Young je bil nekdanji učitelj glasbe otrokom predsednika Theodoreja Roosevelta in se je pozneje spomnil, da je Butt "ovijal odeje o njemu in se nataknil tako previdno, kot da grejo na motorno vožnjo." Zaželel ji je posloviti in vso srečo ter jo prosil, naj se me "spomni, da se ljudje vrnejo domov."  je narekovala ženska. 

### Čoln št. 1 (desna stran)
Spuščanje reševalnega čolna št. 1 ob 1:05, je postala ena najbolj kontroverznih epizod po katastrofi, in sicer zato, ker je bilo na čolnu vkrcanih le 12 ljudi, in zaradi domnevnih kršitev dveh njegovih potnikov, Sir Cosmo Duff-Gordon in njegove žene, Lucy, Lady Duff-Gordon,  znan kot oblikovalec oblek "Lucile" iz Londona, Pariza in New Yorka. Čoln je bil eden od dveh reševalcev Titanica v sili s kapaciteto 40 ljudi. Od dvanajstih ljudi na krovu je bilo sedem članov posadke, preostalih pet pa potnikov prvega razreda. 
Njegova sestava pa ni odmik od Murdochove razlage direktive "ženske in otroci prvi". Že več zakonskih parov in samskih moških je dovolil vkrcati v čolne. Cosmo Duff Gordon je stal na palubi s svojo ženo in njeno tajnico, gospodično Lauro Mabel Francatelli, in opazoval spuščanje treh drugih reševalnih čolnov. Ko se je na spust pripravljal čoln 1, je Murdocha vprašal, ali se njegova žena lahko vkrca. Murdoch je privolil in dovolil, da sta se vkrcala dva Američana, Abram Salomon in Charles E. H. Stengel. Nato je ukazal skupini šestih kurjačev, da se vkrcajo skupaj z Lookout Georgeom Symonsom, katerega je postavil za čoln. Ko se je čoln spuščal, je Greaser Walter Hurst, ki je opazoval postopek s spodnje palube, pripomnil soigralcu: "Če bodo čolne poslali stran, bi lahko tudi nekaj ljudi spravili vanje." 
Na čolnu št. 1 je bilo prostora za približno 28 potnikov, toda tisti, ki so bili v vodi, se ni vrnil, da bi reševal Titanic. Gasilec Charles Hendrickson je trdil, da je svojim prijateljem iz čolna rekel: "Na nas je, da se vrnemo nazaj in poberemo koga v vodi", vendar ni dobil nobene podpore. Vsaj trije člani posadke, pa tudi Duff Gordons, Salomon in Stengel, so zanikali kakršne koli predloge, da bi se vrnili nazaj, ali nasprotovali kakršnemu koli predlogu, naj to stori. Pozneje so v medijih še posebej kritizirali Duff Gordonsa zaradi tega, ker so ga ob nesreči razlagali kot svojo bridkost. Ko je Titanic potonil, je Lucile po poročanju svoje tajnice komentirala: "Tvoje lepe nočne obleke ni več."  Gasilec Pusey je odgovoril, da ne bi smela skrbeti, da bi izgubila svoje stvari, ker bi lahko kupila več. Pusey je omenil, da je posadka izgubila ves svoj komplet in da se jim je plača ustavila od trenutka potopitve. Sir Cosmo je odgovoril: "Zelo dobro, vsakemu vam bom dal peterico, da začnete nov komplet!"  Na reševalni ladji Carpathia je storil, kot je obljubil, in vsakemu od sedmih članov posadke v rešilnem čolnu predstavil ček za 5 funtov. 

### Čoln št. 6 (leva stran)
Lightoller je čoln št. 6 ročno spustil ob 1:10, pozneje je bil fotografiran, ko se je približeval Carpathiji, ugotovljeno pa je bilo, da je bilo na čolnu le 29 ljudi medtem, ko pa je bila največja zmogljivost 65 ljudi. Milijonarka Margaret "Molly" Brown je bila med najvidnejšimi osebami na čolnu številka 6, skupaj z Washingtonom, D.C. pisateljico in feministko Helen Churchill Candee ter angleško sufrageto Edith Bowerman in njeno mamo Edith Chibnall. Brown se ni vkrcala prostovoljno, ampak jo je vkrcala posadka. Vodja čona je bil krmar Robert Hichens skupaj z opazovalcem Frederickom Fleetom. Medtem ko so bili spuščeni, so prošnje žensk v čolnu za dodatne veslače prisilile Lightollerja, da naloži množico ljudi na palubi za vse, ki imajo izkušnje z veslanjem. Major Arthur Godfrey Peuchen iz Kraljevega kanadskega veslalnega kluba se je prostovoljno potegoval po padcih (vrvi) v čolnu. Peuchen je bil edini moški potnik, ki mu je drugi častnik Lightoller dovolil vkrcati na reševalni čoln. Vendar so bili odnosi med potniki čolna št. 6 celo noč napeti. Hichens se je očitno zameril Peuchenovi navzočnosti, morda se je bal, da bo major naredil položaj in prevzel vodstvo. Dva moška sta se prepirala, Hichens pa je zavrnil Peuchenovo prošnjo, naj mu pomaga pri veslah, saj je veslal samo še en moški (Fleet).

### Čoln št. 16 (leva stran)
Šesti častnik James Moody je nadzoroval spuščanje čolna št.16 ob 1:20. Na čolnu je bilo vkrcanih 40 ljudi. Med najbolj znanimi potniki na tem čolnu so bili poveljnik Joseph Henry Bailey je bil skupaj z mornarji Jamesom Forwardom, Johnom Andersonom in Jamesom Andersonom zadolžen za reševalni čoln. Na tem čolnu je bila tudi stevardesa Violet Jessop, ki je štiri leta po potopu Titanica preživela potop Titanicove sestrske ladje Britannic in leto pred potopom Titanica še nesrečo njune najstarejše ladje Olympic.

### Čoln št. 14 (leva stran)
Na čolnu št. 14 je bilo vkrcanih 58 ljudi, Wilde, Lightoller in Lowe pa so nadzirali njegovo spuščanje. Ko so ga ob 1:30 uspešno spustili, je Titanicov premec že močno potonil pod vodo in na palubi je bilo še veliko potnikov paničnih. Lowe je med spuščanjem čolna v zrak izstrelil tri strele, da bi opozoril panične potnike in s tem ohranil red. Ko se je čoln spustil, se je en moški povzpel čez okno in se poskušal vršti v čoln. Lowe mu je najptej zagrozil "Vrzi ga čez krov", nato pa mu je pozval, naj bo moški rešil samo ženske in otroke. Potnik se je vrnil na palubo, kjer je ležal na ležalniku in čakal na usodo. Drugemu moškemu potniku, Daniel Buckley, je uspelo priti v Čoln 14 zahvaljujoč ženski potnici, ki ga je skrila pod svoj šal. Čoln je varno prišel do vode, Lowe pa je prevzel nadzor nad čolnom. Po potopu ladje je bil čoln št. 14 edini čoln, ki se je vrnil na kraj potopa in rešil samo pet preživelih potnikov. Do Carpathie je čoln št. 14 priveslal ob 7:15 zjutraj.

### Čoln št. 12 (leva stran)
Lightoller in Wilde sta spustila čoln št. 12 ob 1:30 z 30 ljudmi na krovu. Prva oseba, ki se je vrkcala je bila Able Seaman Frederick Clench, nato pa je bil nadrejen Able Seaman John Poigndestre. Moški sopotnik je skočil v čoln, ko se je spuščal mimo palube B. Pri odstranjevanju čolna pred padci je prišlo do težav, zato je Poigndestre zahteval, da z nožem prereže vrvi. Več potnikov z drugih čolnov je bilo po potopu prepeljanih v čoln št. 12 in je bilo močno preobremenjeno v času, ko je prispela do Carpathie, na krovu čolna pa je bilo vsaj 69 ljudi. Bil je zadnji reševalni čoln, ki ga je dvignila Carpathia, je bil okoli 8:30 zjutraj.

### Čoln št. 9 (leva stran)
Čoln št. 9 je bil spuščen ob 1:30, spuščanje pa sta nadzirala Murdoch in Moody. Na čolnu je bilo 56 ljudi, večina potnikov so bile ženske in malo otrok, dva ali trije moški, ki so vstopili, ko ni več nobene ženske bilo pred čakanjem. Ena starejša ženska se ni hotela vkrcati ter se je umaknila pod palubo. Tudi May Futrelle, žena romanopisca Jacquesa Futrelle, se sprva ni hotela vkrcati;  ko pa ji je mož rekel: "Za božjo voljo, pojdi! To je tvoja zadnja priložnost! Pojdi!", jo je častnik naložil v čoln. Milijonar Benjamin Guggenheim je pripeljal Léontine Aubart, svojo francosko ljubico in njeno služkinjo Emmo Sägasser, v čoln 9, preden se je s služabnikom Victorjem Gigliojem umaknil v svojo luksuzno kabino na ladji. Oba moška sta slekla po reševalne jopiče in si oblekla večerno obleko. Guggenheim je dejal voditelju: "Oblekli smo se po svojih najboljših močeh in smo pripravljeni, da potonemo kot gospodje. Obstaja velik dvom, da se bodo možje slekli. Pripravljen sem ostati in igrati moško igro, če ne bo dovolj čolnov, za več kot ženske in otroke. Tu ne bom umrl kot zver. Povejte svoji ženi, da sem igral igro naravnost do konca. Na tej ladji ne smejo ostati nobene ženske in otroci, ker je bil Ben Guggenheim strahopetec". 

### Čoln št. 11 (desna stran)
Čoln 11 je bil pod Murdochovim nadzorom spuščen ob 1:35 kjer je bil zadolžen Able Seaman Sidney Humphreys. Do zdaj so se reševalni čolni polnili precej bližje zmogljivosti, po ocenah pa naj bi čoln 11 prevažal približno 70 ljudi. Enega stanovalca, Stewarda Jamesa Witterja, je histerična ženska, ki ji je pomagal na krovu, napotila v čoln. Sopotnica prvega razreda Edith Louise Rosenbaum, pariška dopisnica časopisa Women Wear Daily, je s seboj pripeljala svojo skrinjico z igračami, glasbeno skrinjico, ki je igrala Maxixe in jo je dobila kot srečo, ki jo je dala mama. Bila je preveč prestrašena, da bi lahko vstopila v rešilni čoln, ko pa je član posadke, ki je svojo otroško igračo zmotil, vrgel v čoln, je skočila vanj. Prašičja igrača je zdaj del zbirke Nacionalnega pomorskega muzeja v Londonu. Sopotnica drugega razreda Nellie Becker je protestirala proti reševalnemu čolnu številka 11, potem ko je policist v čoln namestil sina in mlajšo hčer. Murdoch je sprva prepovedal vstop, ki je menil, da je čoln že prepoln, vendar se je na koncu dovolil, da se lahko vkrca. V kaosu pa je zaostala njena starejša hči Ruth in Murdoch je naročil, naj se odpravi na reševalnj čoln številka 13.

### Čoln št. 13 (desna stran)
Čoln 13 je bil delno napolnjen s potniki s palube za čolne, delno pa s palube, potem ko se je ob padcu pod nadzorom Murdocha in Moodyja ob 1:40 uri spustil do vode. Ponovno se je vanj vkrcalo 65 ljudi, med njimi tudi vodilni gasilec Frederick Barrett. Potniki v tem čolnu so bili predvsem ženske in otroci drugega in tretjega razreda. Med možmi na krovu je bil Lawrence Beesley, ki je pozneje napisal priljubljeno knjigo o nesreči. Dr. Washington Dodge je bil tudi na krovu, saj je prej videl ženo in mladoletnega sina na čolnu št. 5. Svojo prisotnost na čolnu je dolžan očitno občutkom krivde Stewarda F. Dent Raya, ki je Dodge pozval, naj potuje na Titanicu v prvem razredu. Tik preden se je spustil čoln 13, je Ray na krovu spravil Dodge. 12-letno sopotnico drugega razreda Ruth Becker je Moody ukrcal v ta čoln, potem ko ji ni uspelo vstopiti v močno preobremenjen reševalni čoln številka 11, na katero sta se vkrcali njena mati in dva brata in sestra. Bila je ena redkih potnic, ki so v svojo ladjo v čoln prinesle odeje, ki so jih pozneje uporabljali za ohranjanje toplarjev, ki so nosili majice brez rokavov, tople med veslanjem. Drugi se sploh niso hoteli vkrcati. Ženska na palubi je postala histerična in je jokala: "Ne daj me v čoln! Nočem iti v to barko! Nikoli v življenju nisem bila s tako majhnim čolnom na odprtem morju!" Ray pa ji je rekel: "Morala boš iti in lahko tudi molčiš." 

### Čoln št. 15 (desna stran)
Murdoch in Moody sta čoln št. 15 spustila ob 1:41, na njem pa je bilo vkrcanih 65 ljudi, pri spuščanju tako obremenitvenega čolna pa jima je mogel pomagati gasilec Frank Dymond. Bil je tako močno obremenjen, da so nekatera vesla ob spuščanju zaradi prevelike teže padle v vodo. Pozneje je ena potnica povedala, da so se njeni lasje, ko se je naslonil na puško, tajniki vode.

### Čoln št. 2 (leva stran)
Wilde in kapitan Smith sta ob 1:45 nadzirala spuščanje čolna št. 2. Ko se je Lightoller premaknil na čoln, da bi ga pripravil za vkrcanje, je ugotovil, da je že napolnjena z veliko skupino moških potnikov in posadke. Jezno jim je rekel: "Pojdite od tu, prekleti strahopetci! Rad bi videl vsakega od vas na krovu ladje!" Pobegnili so, a niso mogli vedeti, da njihov čoln še ni bil naložen s potniki. Tudi v tej pozni fazi so nekateri čolni odhajali z veliko prostora na krovu;  Zdi se, da je bil čoln 2 spuščen le z 17 ljudmi na krovu, kar je bilo največ za še 40. Potniki na tem čolnu so bili v glavnem ženske, zraven pa še en moški potnik tretjega razreda, Anton Kink, ki se je v čolnu pridružil svoji ženi in njuni majhni hčerki. Čoln je imel pod nadzorom četrti častnik Joseph Boxhall. 

### Čoln št. 10 (leva stran)
Čoln št. 10 je bil spuščen ob 1:50. Kot kaže, je bilo na krovu okoli 35 ljudi. Do tega trenutka se je Titanic že nagnil na levo stran, zato je bilo težje spustiti reševalne čolne s te strani ladje, saj je ladijski nagib nagnil približno 0, 91 m med krovom in ob strani levega ladijskega boka. Poskus vkrcanja mlade francozinje se je skoraj končal v katastrofi, ko je njen skok v rešilni čoln spodrsnil in skoraj padla v vodo. Za gleženj jo je prijel stevar iz jedilnice, William Burke, oseba pa jo je iz čolna potegnila nazaj na ladjo. V svoj drugi poskus je varno prispela v rešilni čoln. Titanic očitno ni bil daleč od dokončnega potopa in to spoznanje je privedlo do večje nujnosti nalaganja reševalnega čolna;  Otroci so se odpeljali na krov, enega dojenčka je dobesedno vrgla in ujela potnica. Moški potnik, ki ga je Lowe pozneje označil za "norega Italijana", je med spuščanjem in skokom čolna hitel na krov. Potnik iz tretjega razreda Neshan Krekorian naj bi skočil v čoln št. 10, kot je bil spuščen. Med potniki na čolnu 10 je bila najmlajša potnica na Titanicu, dva meseca stara Millvina Dean, ki je bila tudi zadnja preostala preživela (umrla je maja 2009). Spremljala je mamo gospo Etto Dean in starejšega brata Bertrama. Dva izmed njih sta bila pozneje premeščena na drug reševalnk čoln, na krovu pa jih je bilo 55. 

### Čoln št. 4 (leva stran)
Čoln št. 4 je bil spuščen ob 1:50 pod nadzorom Lightollerja. Na čolnu je bilo 42 ljudi. Čolnu pa ne poveljeval častnik Walter Perkis. Pravzaprav je bil eden prvih reševalnih čolnov, ki so ga spuščali na predlog kapitana Smitha, naj se potniki vkrcajo s sprehajalne palube ne pa iz palube čolna. Kapitan je pozabil, da je - za razliko od prejšnjega poveljstva - Titanicove sestrske ladje Olympic - sprednja polovica Promenade palube na Titanicu zaprta. Lightoller je ukazal, da se odprejo okna na ograji sprehajalne palube in nadaljujejo vkrcanje čolnov iz spodnje palube. Okna so se nepričakovano težko odprla in dodala težave, čoln se je ujel na zveneči lopatici Titanica, ki je štrlela iz trupa takoj pod čolnom. Del je bilo treba odsekati, da je rešilni čoln lahko napredoval spuščanje. Košček ležalnikov je bil uporabljen kot improvizirano stopnišče, s katerim so se potniki lahko povzpeli navzgor, skozi okna in v čoln.

### Zložljiv čoln C (desna stran)
Wilde in Murdoch sta nadzirala spuščanje prvega zložljivega reševalnega čolna C, s 44 ljudmi, ki so ga umaknili iz svojega shranjenega položaja, stranice postavili in čoln pritrdili na vrvi. Večina sprednjih čolnov je šla do tega časa in večina množice na palubi se je pomikala nazaj, ko je premec Titanica tonil globlje v vodo. Na čoln je odhitela skupina upravnikov in potnikov tretjega razreda, ki so se poskušali povzpeti na krov, a jih je nazaj odpeljal Purser McElroy, ki je v zrak izstrelil dve opozorilni strelski raketi, medtem ko je Murdoch skušal množico zadržati. Dva potnika prvega razreda, Hugh Woolner in švedski industrialec Mauritz Håkan Björnström-Steffansson, sta priskočila na pomoč častnikom in izvlekla dva upravnika, ki sta ga spravila v rešilni čoln. Murdoch in Wilde sta s pomočjo Woolnerja in Steffansona uspela hitro, a mirno naložiti potnike v rešilni čoln. Predsednik družbe White Star Line J. Bruce Ismay je pomagal tudi z zaokrožitvijo žensk in otrok, da bi jih pripeljali do zložljivega čolna C. Kapitan Smith, ki je opazoval dogajanje z desne strani ladijskega mostu, in ukazal, da bo vodja čolna vodja četverice George Rowe. Potem ko je Wilde večkrat poklical, naj vstopijo ženske in otroci, so številni moški zavzeli preostale prostore v rešilnem čolnu, med njimi tudi Ismay; njegova odločitev, da se reši, se je na koncu izkazala za zelo kontroverzno in strahopetno. Čoln je bil spuščen v vodo ob 2:00 uri in je postal zadnji čoln na desni strani, ki se je uspešno zapustil ladjo. Do zdaj se je Titanic močno nagnil na levo stran, čoln pa je trčil v trup ladje, ko se je spuščal proti vodi. Tisti na krovu so uporabljali roke in vesla, da so čoln držali čisto stran od ladje. 20 minut preden je Titanic dokončno potonil, je Ismay obrnil hrbet potopljeni ladji, saj ni mogel prenesti pogleda. Prvi je bil zložljivi reševalni čoln, ki je ob 5:45 uri prišel h Carpathiji in je imel na krovu približno 48 ljudi.

### Zložljiv čoln D (desna stran)
Do odhoda zložljivega čolna D ob 2:05 uri je bilo na krovu Titanica še vedno 1500 ljudi, v rešilnem čolnu pa le 47 ljudi. Člani posadke so oblikovali krog okoli čolna in tako zagotovili, da se lahko vkrcavajo samo ženske in otroci. Skozi kordon je dva moža pripeljal moški, ki se je imenoval "Louis Hoffman".  Njegovo pravo ime je bilo Michel Navratil;  bil je slovaški krojač, ki je ugrabil sinove od odtujene žene in jih odpeljal v ZDA. V rešilni čoln se ni vkrcal in umrl je, ko je ladja potonila. Identiteta otrok, ki so postali znani kot "sirote Titanica", je bila nekaj časa po potopu skrivnost in razrešena je bila šele, ko jih je Navratilina žena prepoznala po fotografijah, ki so krožile po vsem svetu. Fantje so bili zadnji otroci, ki so jih rešili v rešilnem čolnu. Starejši od obeh dečkov, Michel Marcel Navratil, je bil zadnji živi moški, ki je preživel katastrofo. Potnica prvega razreda Edith Evans se je v rešilnem čolnu odpovedala Caroline Brown, ki je postala zadnja potnica, ki je iz reševalcev vstopila v rešilni čoln. Evans je postala ena izmed samo štirih žensk prvega razreda, ki so umrle v nesreči. 

### Zložljiv čoln B (leva stran)
Lightoller, Moody, Murdoch in drugi so se do 2:12 zjutraj borili vrkcati potnike v zložljive čolne A in B iz svojih privezov na strehi prostorov za častnike. Ko je voda narasla,se je brezžični operater Harold Bride znašel ujet pod prevrnjenim trupom. Naraščajoči nagib Titanica v vodi, odprtinski ekspanzijski spoj in ostanki soli so povzročili, da so se zajle, ki so držale sprednji prvi dimnik, odtrgale, kar je povzročilo, da se je dimnik zrušil v vodo na levi strani ladje pri čemer je ustvaril velik val, ki je zložljiv čoln B potisnil več metrov stran od potapljajoče se ladje. Ko je Titanic v celoti potonil, je rešilni čoln zapustil sredi sto ljudi, ki so plavali v vodi. Na njegov trup se je povzpelo več deset ljudi, med njimi tudi Lightoller, ki je nato prevzel skrbništvo. Ko se je ob zori okrepil rahel veter, so bili prisiljeni oditi na druge čolne.

### Zložljiv čoln A (desna stran)
Zložljivi čoln A je dosegel krov pravo pot navzdol in sta ga Murdoch in Moody pritrdila na vesla, ko so ga ob 2:12 uspeli spraviti v pravilen položaj. Ko je voda dosegla palubo je bil čoln pritrjen še vedno z vrvmi na dvigala. Številni potniki so se povzpeli iz vode, vendar so mnogi (vsaj sedem ali osem, med njimi potniki prvega razreda Thomson Beattie in Edith Evans, potniki tretjega razreda Arthur Keefe, Edvard Lindell in Gerda Lindell ter nekaj gasilcev) umrli zaradi hipotermije ali padli nazaj v morje. Le 13 ljudi je ostalo živih, preživele pa so pozneje premestili v zložljivi čoln D. Med njimi sta bila tudi potnika prvega razreda R. Norris Williams in Rhoda Abbott, ki sta svoja dva mlada sinova izgubila v vodi in sta bila edina preživela. Tri trupla, vključno z g. Beattieja, so ostala v zložljivem čolnu A, ki ga je mesec dni po potopu pobral RMS Oceanic, še en linijski parnik družbe White Star Line. 

## Obnova in odstranjevanje reševalnih čolnov
Potniki Titanica so pretrpeli hladno noč, preden jih ne 15. aprila zjutraj pobrala RMS Carpathia. Čoln 2 je prvi dosegel Carpathio ob 4:10, čoln št. 12 pa zadnji, ob 8:15. Čolne 1, 2, 3, 5, 6, 7, 8, 9, 10, 11, 12, 13 in 16 je Carpathia pripeljala v New York. Preostali (vključno z vsemi štirimi zložljivimi čolni) pa so ostali na morju. Nekaj dni pozneje je žičničarska ladja Mackay-Bennett našla zložljivi čoln B, in ga poskušala dvigniti na svojo palubo, vendar poskus ni uspel in je bil čoln za vedno zapuščen. Kasneje je RMS Oceanic našel zložljiv čoln A s tremi trupli ter ga dvignil na svojo palubo in ga odpeljal nazaj v New York, kjer so ga postavili k drugim reševalnim čolnom, ki jih je dobila Carpathia. 
13 reševalnih čolnov, ki jih je pripeljala Carpathia, so odpeljali na newyorški pomol št. 59 kjer so jim lovci na spominke kmalu odvzeli večji del opreme. Delavci White Star Line so odstranili nalepke z napisom S.S. Titanic, ki niso bile ukradene, skupaj z ostalimi identifikacijskimi tablicami, čolne pa je nato C.M. Lane Lifeboat Co iz Brooklyna. Skupna vrednost 930 funtov (4.972 dolarjev) je bila ocenjena kot reševanje, ki so ga odstranili iz čolnov. V New Yorku so ostali vsaj do decembra 1912, od koder niso bili znani. Ena napačna domneva je, da so jih morda odpeljali nazaj v Anglijo z ladjo Olympic, sestrsko ladjo Titanica, vendar to od takrat ni bilo dokazano. Zato so jih v New Yorku pustili rjaveti in razpadati ali so jih tiho prerazporedili na druga plovila nekje po decembru 1912. 
Čeprav od prvotnih reševalnih čolnov ni ostalo ničesar, je še vedno mogoče opaziti nekatere preživele armature, kot so nalepke z napisom „S.S.  TITANIC, od katerih je znano, da obstaja več v muzejih in zasebnih zbirkah, skupaj z medeninastimi številkami, pristaniškimi tablicami, na katerih piše "LIVERPOOL", in hišnimi zastavami družbe White Star, na primer burgee, ki ga je lovec spominov odstrani s trupa enega rešilnega čolna in zdaj je razstavljen v muzeju zgodovinskega društva Titanic. Natančen rešilni člon v polni velikosti je zdaj na ogled v pomorskem muzeju v Falmouthu v Angliji, manj natančna pa v Belfastu, na turistični atrakciji Titanic Belfast.